# Facultad de Derecho de Valladolid
La Facultad de Derecho es un centro universitario que forma parte de la Universidad de Valladolid.
En la actualidad, se imparten estudios de Derecho, así como otras disciplinas relacionadas con el ámbito de las ciencias sociales y jurídicas, tales como el Doble Grado en Derecho y Administración y Dirección de Empresas, y el Grado en Criminología.
Su festividad patronal, San Raimundo de Peñafort, jurista y clérigo, santo patrón de los juristas, del Derecho canónico, de los abogados y de los Colegios de Abogados.

## Historia
Las primeras noticias ciertas que poseemos sobre la localización de la sede de la Universidad de Valladolid datan de los últimos años del siglo XV, cuando el Estudio ya contaba con dos siglos de existencia, tras el traslado de la institución desde la Colegiata hasta su nuevo emplazamento. Constaba de un claustro de cuatro lados, al que se abrían las aulas, y una capilla tardogótica de cierta magnitud. Al claustro se entraba por una portada, también tardogótica, que se abría a la calle Librería. A principios del siglo XVIII, este edificio resultaba insuficiente, por lo que se amplió con otro claustro cuadrangular, con cuatro galerías, al que se abrían varias aulas construidas en el mismo momento. 
Cerrando el conjunto a la plaza de Santa María (hoy plaza de la Universidad), se realizó una interesante fachada barroca proyectada por el carmelita fray Pedro de la Visitación y que se construyó en 1715. En ella se encuentran distintos grupos escultóricos de calidad y que representan alegorías de las materias que se impartían en el edificio. Es de destacar el cuerpo central, organizado por cuatro columnas gigantes y rematado por una gran peineta. En la balaustrada se disponen cuatro esculturas que representan a los reyes que favorecieron a la universidad vallisoletana.
La donación testamentaria de sesenta mil maravedíes, efectuada por el almirante Alfonso Enríquez en 1482, para que "se faga en las escuelas mayores de esta villa de Valladolid una capilla... adonde puedan los estudiantes cada día oír misa sin se apartar ni distraer de su estudio" y la construcción de esta capilla a principios del siglo XVI en la calle de la Librería, localiza la sede de la Universidad por esos años en lo que será parte del solar sobre el que en la actualidad se levanta su edificio más señero. Al parecer, se encontraba allí al menos desde 1469, dato ya plenamente confirmado en 1493.
A fines del siglo XV se había preparado ya un núcleo docente que adquirió su forma definitiva unos decenios más tarde. Mientras tanto, se levantó la capilla, entre 1509 y 1517, con la cabecera en la calle de la Librería. En los siglos posteriores el templo universitario sufrió diversas reformas.
Este conjunto, formado por estos dos claustros, el del siglo XV y el del siglo XVIII, sus aulas respectivas y otras edificaciones anexas, como la capilla o la torre del reloj -construida en el siglo XIX-, subsistió hasta 1909.

## Organización
Gobierno
- Decano
- Equipo de Gobierno
- Junta de Facultad
- Comisiones

Departamentos del Centro
- Derecho público (Áreas de Administrativo, Internacional Público, y Financiero y Tributario).
- Derecho civil.
- Derecho constitucional, Procesal y Eclesiástico del Estado.
- Derecho mercantil, del Trabajo e Internacional Privado.
- Derecho penal e Historia y Teoría del Derecho (Áreas de Derecho Penal, Romano, Historia del Derecho y Filosofía del Derecho).
- Departamento de Economía Aplicada.

## Personajes ilustres
Entre los célebres alumnos o profesores que han tenido relación con la facultad de Valladolid se encuentran:
- Carlos Dívar, presidente del Consejo General del Poder Judicial y del Tribunal Supremo (2008-2012).

- Julián Sánchez Melgar, fiscal general del Estado (2017-2018) y consejero de Estado (desde 2018).

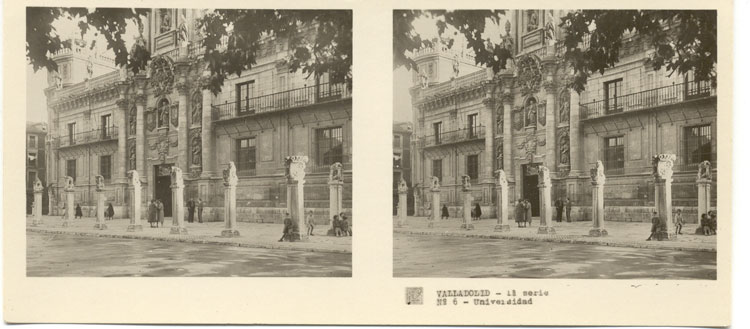
Fachada Universidad de Valladolid. Fundación Joaquín Díaz

- Alfonso Candau Pérez, decano del Colegio Nacional de Registradores de la Propiedad y Mercantiles de España.

- Eduardo García de Enterría, Letrado del Consejo de Estado y catedrático de Derecho Administrativo.

- José Luis de los Mozos y de los Mozos, catedrático de Derecho Civil y Magistrado del Tribunal Constitucional.

- Juan Antonio Arias Bonet, Catedrático de Derecho Romano. Tiene un aula dedicada en la Facultad de Derecho.

- José Girón Tena, Catedrático de Derecho Mercantil. Tiene un aula dedicada en la Facultad de Derecho.

- Justino F. Duque Domínguez, Catedrático de Derecho Mercantil; Rector de la Universidad de Valladolid

- Soraya Sáenz de Santamaría, abogada del Estado, exvicepresidenta del Gobierno de España.

- Jesús Cardenal,  jurista, catedrático y fiscal general del Estado desde 1997 hasta  2004.

- Isabel García Tejerina, ministra de Agricultura, Alimentación y Medio Ambiente (2016-18).[3]

- Ramón Marcos,  diputado autonómico en Madrid por Unión Progreso y Democracia (UPyD) desde 2011 hasta 2015.[4]

- Fernando Valdés Dal-Ré, catedrático de Derecho del Trabajo y de la Seguridad Social, Consejero de Estado y magistrado del Tribunal Constitucional.

- Manuel Aragón Reyes, Catedrático de Derecho Constitucional, Magistrado del Tribunal Constitucional.

- José Ramón Parada Vázquez, catedrático de Derecho Administrativo.

- Dionisio Llamazares Fernández, catedrático de Derecho Eclesiástico, Presidente de las Cortes de Castilla y León (1983-1987) y decano de la Facultad de Derecho.

- Jesús Quijano González, catedrático de Derecho Mercantil; procurador de las Cortes de Castilla y León, diputado en el Congreso.

- José Arias Ramos, catedrático de Derecho romano, vicerrector de la Universidad de Valladolid y magistrado del Tribunal Supremo.[5]

- Tomás Villanueva Rodríguez,[6] vicepresidente de la Junta de Castilla y León y fundador de la FAES.

- Vicente Guilarte Gutiérrez, Abogado, Vocal del Consejo General del Poder Judicial y catedrático de Derecho Civil.

- María Luisa Segoviano Astaburuaga, Magistrado de la Sala de lo Social del Tribunal Supremo.

- Germán Gamazo y Calvo, ministro de Fomento durante el reinado de Alfonso XII y de Hacienda y de Ultramar durante la regencia de María Cristina de Habsburgo-Lorena.

- Emilio Botín, presidente del Banco Santander.

- Ricardo Becerro de Bengoa, periodista, publicista, político, académico y dibujante

- Luis Eduardo Cortés, vicepresidente de la Comunidad de Madrid (1999-2003)

- Soraya Rodríguez, exportavoz del PSOE en el Congreso de los Diputados.

- José María Stampa Braun, catedrático de Derecho Penal de la UNED, Gran Cruz de la Orden de San Raimundo de Peñafort y abogado de personajes como  Antonio Tejero,  Rafael Escobedo, Lola Flores, Augusto Pinochet, Julián Sancristóbal,  Luis Roldán o Pedro Ruiz.

- Gonzalo Martínez Diez, Académico de la Real Academia de la Historia y  miembro fundador de la Alianza Regional de Castilla y León.

- Isabel Carrasco, fue presidenta de la Diputación de León. Asesinada en León el 12 de mayo de 2014.[7]

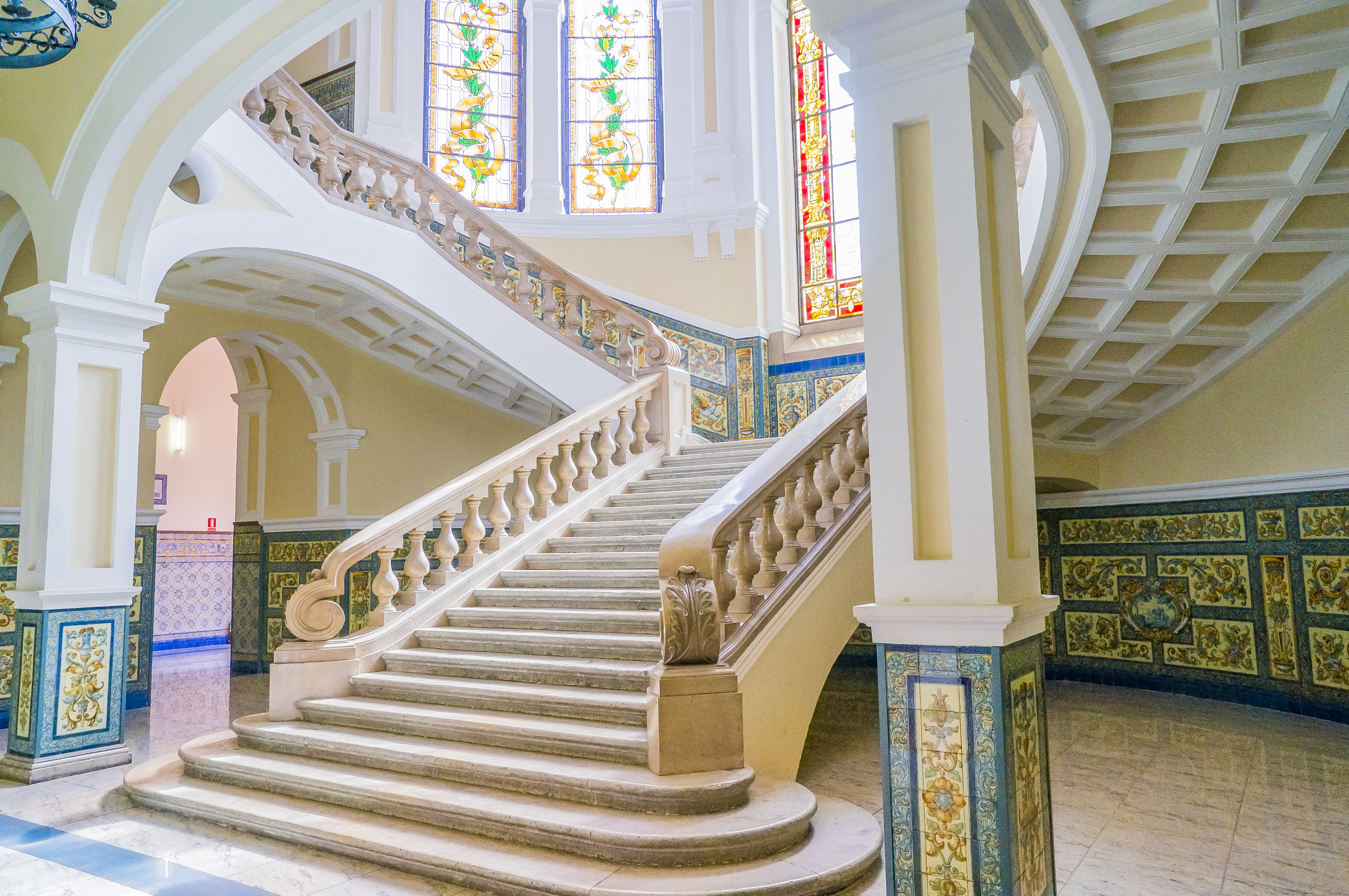
Escalera (1941), obra de Constantino Candeira, del edificio histórico de la Universidad de Valladolid. Hoy es sede de la Facultad de Derecho

- Emilio Ybarra, banquero y presidente de la Fundación Vocento.

- Fernando Barreda y Ferrer de la Vega, investigador y alcalde de Santander (1928-1929).

- Claudio Moyano  y Samaniego, estudiante de derecho y Rector de la Universidad. Además fue alcalde de Valladolid, diputado a Cortes por Zamora, senador por Madrid y ministro de Fomento. Cuenta con calles en su honor en las ciudades de Madrid, Valladolid y  Medina del Campo.

- Manuel de Lardizábal y Uribe, jurista, miembro de la Real Academia Española y hermano de Miguel de Lardizábal. Tiene un aula dedicada en la Facultad de Derecho.

- Manuel Cobo del Rosal, Abogado y catedrático de Derecho Penal, miembro del Tribunal de Defensa de la Competencia (1982-1985),  Gran Cruz de la Orden de San Raimundo de Peñafort.

- José Antonio Elola-Olaso, político español, procurador en las Cortes Españolas durante las diez legislaturas del período franquista.

- Jesús Alonso Burgos, poeta y ensayista español.

- Agustín Cotorruelo, Ministro de Comercio (1973-1974) y Presidente del Atlético de Madrid (1982).

- Antonio Rosón, primer presidente de la Junta de Galicia (preautonómica) y primer presidente del Parlamento de Galicia (1981-1986).

- Antonio Giménez-Rico, director de cine y guionista español.

- José María Mendiola Insausti, escritor español.

- Antonio Barrera de Irimo, político, militar, profesor universitario, jurista y economista español.

- Sebastián Martín-Retortillo, político, jurista y catedrático español y ministro Adjunto al Presidente del Gobierno en la primera legislatura con el gobierno de Adolfo Suárez.

- Antonio Martín Descalzo, Decano del Colegio de Abogados de Valladolid y profesor de Derecho Administrativo.

- José Bellido, autor dramático, traductor y músico español.

- Pedro Cevallos Guerra, estadista español y Ministro de Estado de Carlos IV y Fernando VII, así como Ministro de Negocios Extranjeros con José Bonaparte.

- Heliodoro Gallego, político español, alcalde de Palencia entre 1991 y 1995.

- Miguel Ángel Cortés, Diputado de la IV, V, VI y VII Legislaturas.

- Justino Antolínez de Burgos, religioso agustino[8] e historiador español, primer abad del Sacromonte y obispo de Tortosa.

- Santiago de Mora-Figueroa y Williams, diplomático y escritor español, embajador de España en el Reino Unido entre 1999 y 2004.

- Francisco Basterrechea, abogado y un político nacionalista del PNV.

- Héctor Guevara Ramírez, abogado y político mexicano, miembro del Partido Revolucionario Institucional y diputado federal por la LXI Legislatura de la H. Cámara de Diputados.

- Fernando Méndez-Leite, crítico de cine y realizador de televisión español.

- Antonio Abruña Puyol, ex Rector y Catedrático de Derecho Administrativo en la Universidad de Piura (Perú).